# Traité d'optique

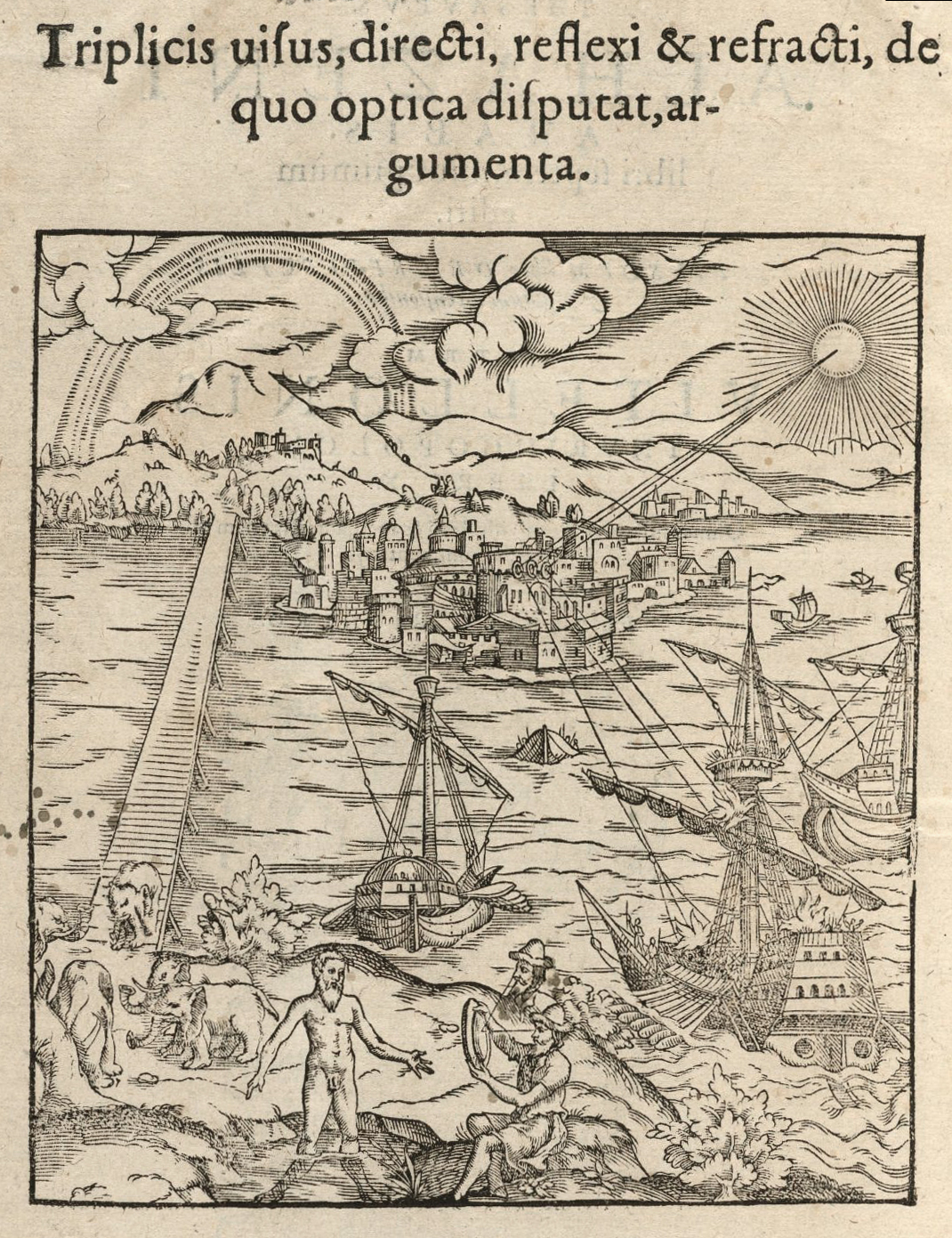
Opticae Thesaurus: Alhazeni Arabis, traduction en latin du Kitab al-Manazir d'Alhazen

Le Traité d'optique (en arabe Kitab al-Manazir ou كِتَابُ المَنَاظِر, en latin De Aspectibus ou Opticae Thesaurus: Alhazeni Arabis) est un ouvrage en sept volumes traitant de domaines scientifiques variés : l’optique, la physique, les mathématiques, la médecine, l’anatomie et la psychologie, écrit par le scientifique arabe Alhazen (nom latinisé d'Ibn al-Haytham) au début du XIe siècle. Le livre a eu une influence importante sur le développement de l'optique et de la science en général car il a transformé la connaissance de la lumière et de la vision, et a introduit la méthode scientifique expérimentale.
Cet ouvrage traite de l'optique géométrique et de l'optique physiologique. Alhazen y expose ses idées sur la nature de la lumière et des couleurs, étudie le trajet des rayons lumineux, les problèmes de réflexion et de réfraction. Il s'intéresse au mécanisme de la vision, avec un organe récepteur, l'œil, et une interprétation par le cerveau. Il donne ainsi des explications et des descriptions dans le domaine de la perception visuelle et des illusions d’optique. Alhazen accompagne assez systématiquement ses affirmations d'un recours à des expériences reproductibles et fait un usage très fréquent de la chambre noire qu'il a contribué à développer.
Connu dans le monde arabe par les commentaires qu'en font les successeurs  d'Alhazen, tel Kamāl al-Dīn al-Fārisī, ce traité parvient en Europe à la fin du XIIe siècle et va influencer pour plusieurs siècles de nombreux chercheurs tels  Vitellion, Roger Bacon, John Peckham, Johannes Kepler et Willebrord Snell.

## Vue d’ensemble
Le traité d'optique n'est pas le premier ouvrage d'Alhazen concernant la vision mais c'est certainement le plus abouti. L'objectif d'Alhazen est de rédiger un traité sur la vision mais en faisant clairement, dès le départ, la distinction entre les conditions de la vision et les conditions de propagation de la lumière tout en procédant le plus souvent possible par observation et expérimentation.

### Optique et vision
Durant l’antiquité classique, deux grandes théories de la vision ont coexisté. La première théorie, la théorie de l’émission qui a été soutenue par des penseurs tels qu’Euclide et Ptolémée, postulait que la vision fonctionnait grâce à l’émission par l'œil d’un  rayon de lumière. La deuxième théorie, la théorie de l'intromission, appuyée par Aristote et ses disciples, professait que les formes physiques entraient dans l'œil en provenance des objets. Chez les chercheurs arabes, la même scission apparait, al-Kindi et Hunayn ibn Ishaq se rapprochent de la théorie de l'émission, tandis que Rhazès et Avicenne réfutent par l'expérience et le raisonnement cette théorie. Alhazen se range nettement dans la seconde école, reprenant les réfutations de ses prédécesseurs. Il fait valoir, sur la base d'observations courantes  et d'arguments logiques, que nous ne pouvons pas voir grâce à des rayons émis par l'œil. Mais il se détache de cette école sur un point fondamental : il ne croit pas que l'œil percevait le visible par le biais de formes physiques entrant dans l'œil. Pour lui, l'information ne réside pas dans une forme perçue comme une totalité mais comme une somme de rayons de lumière parvenant à l'œil à partir de chaque point d’un objet.

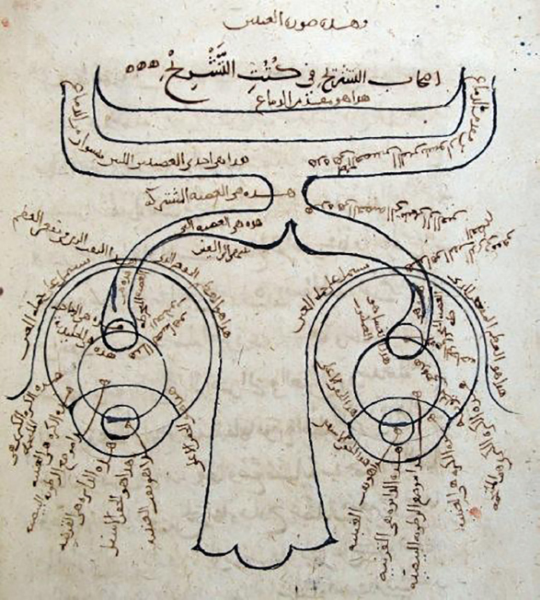
Structure de l'œil humain selon Ibn al-Haytham - Copie du Kitab al-Manazir de la fin du XIe siècle (MS Fatih 3212, vol. 1, fol. 81b, Süleimaniye Mosque Library, Istanbul).

Il met en place une théorie de la lumière qui occupe plus de la moitié du traité. Pour lui, la lumière (ḍawʾ) est indépendante de sa perception (ibṣār). Elle se propage en ligne droite avant et après réflexion ou réfraction, est dotée d'une vitesse très grande mais qui varie selon les milieux traversés et elle perd de son intensité en chemin. Elle irradie dans toutes les directions à sa source et ce même phénomène de dispersion radiale se produit en tout point d'un objet qu'elle éclaire (lumière seconde). C'est seulement sur les surfaces lisses que la lumière rebondit selon les lois de la réflexion et c'est la variation de vitesse de la lumière quand elle change de milieu qui explique le phénomène de réfraction. La couleur est une propriété intrinsèque de l'objet, activée au moment où celui-ci est éclairé et elle se déplace alors selon les mêmes règles que la lumière.
Alhazen décrit la vision comme faisant intervenir deux instances différentes. L'œil n'a qu'un rôle de récepteur de la lumière et de la couleur, et est traité comme un instrument optique dont il fait une anatomie complète descriptive et fonctionnelle. Il attribue au cristallin la capacité de renseigner sur l'intensité lumineuse et le voit comme une lentille réfringente bi-convexe. Il accepte l'opinion, généralement admise à son époque, que l'humeur cristalline est le siège principal de la sensation visuelle. L'unité de la vision binoculaire est assurée par un mouvement de convergence conjoint des deux yeux sur le point de fixation et la diplopie se produit lorsque cette fonction n'est pas assurée. Ibn al-Haytham fait une étude détaillée des conditions de fusion des images binoculaires au moyen d'une tablette expérimentale, qui sera reprise jusqu'à l'époque classique . L'œil perçoit donc la taille, la forme, la transparence (couleur et luminosité), la position et le mouvement mais la distinction cognitive se fait au niveau du cerveau.  Pour Alhazen, la perception n'est pas seulement physique mais psychologique et tout acte de vision est accompagné d'une activité mentale  de reconnaissance, comparaison, discernement, jugement et inférence.

### Méthode scientifique
L'un des aspects associés aux recherches en optique d’Ibn al-Haytham est un recours systématique à une méthodologie d'expérimentation (i'tibar) et aux essais contrôlés dans ses investigations scientifiques. Selon A.I. Sabra, ce terme (iʿtibār) traduit en latin par experimentum doit être plus vu comme test d'hypothèse que comme processus vers une découverte. Ses méthodes expérimentales reposent sur la combinaison de la physique classique (ilm tabi'i)  avec les mathématiques (ta'alim, géométrie en particulier) posant les rudiments de ce qui pourrait être désigné comme un modèle hypothèse-déduction dans la recherche scientifique. Cette approche mathématique et physique de la science expérimentale a sous-tendu la plupart des propositions du Kitab al Manazir (Traité d'optique, De aspectibus ou Perspectivae) et a constitué le fondement de ses théories sur la vision, la lumière et la couleur, ainsi que ses recherches en catoptrique et dioptrique.
Il a décrit son approche expérimentale, fondée sur le doute (shukūk), dans l'introduction du livre comme suit :

« Nous devons distinguer les propriétés des éléments et recueillir par induction ce qui a trait à l'œil au moment de la vision et ce qui est lié à une sensation uniforme, immuable, manifeste et non sujette au doute. Ensuite nous devons progresser dans notre enquête et notre raisonnement, progressivement et méthodiquement, en critiquant les postulats et en avançant avec prudence vers les conclusions, notre objectif dans tout ce que nous faisons doit être l'objet d'une inspection et d'un examen rigoureux, en évitant de suivre les préjugés et en prenant soin dans tout ce que nous jugeons et critiquons de ne pas perdre de vue que nous cherchons la vérité et de ne pas nous laisser influencer par une opinion préconçue. »

— Alhazen
La méthode scientifique d’Ibn al-Haytham est très similaire à la méthode scientifique moderne comportant les procédures suivantes :
1. Observation
2. Définition du problème
3. Formulation d’une hypothèse
4. Vérification de l'hypothèse au moyen de l’expérimentation
5. Analyse du résultat des expériences
6. Interprétation des données et formulation des conclusions
7. Publication des résultats.

Roshdi Rashed note que « par la promotion de l'utilisation d'expériences dans la recherche scientifique, al-Haytham a joué un rôle important sur la scène de la science moderne »  et cet avis est partagé par Rosanna Gorini qui le considère comme un « pionnier de la méthode scientifique moderne ».

## Volumes

### Livre I
Dans le Livre I, Ibn al-Haytham commence par une introduction sur les deux doctrines de la vision qui dominaient auparavant la pensée antique sur l'optique : l'émission et l'intromission. Il affirme que ses recherches et ses investigations sur la lumière seront basées sur l’expérimentation et les preuves plutôt que sur la théorie abstraite et il décrit l'approche systématique qu'il utilisera pour résoudre le problème de la vision dans ses études sur l'optique. Pour justifier son choix de la théorie de l’intromission, il décrit un certain nombre d'observations où les yeux éprouvent une douleur lorsqu'ils sont exposés à une lumière vive (lumière principale) et où les yeux perçoivent une image persistante après avoir fixé un objet illuminé (lumière secondaire) pendant une longue période de temps.
Il décrit ensuite les règles de déplacement de la lumière (en ligne droite, à vitesse variable, s'estompant avec la distance) et les conditions de la vision (l'objet doit être lumineux  par lui-même ou éclairé, il doit faire face à l'œil, le milieu qui le sépare de l'œil doit être transparent et moins opaque que lui, l'objet doit avoir une taille suffisante,...).
Il examine aussi la structure anatomique de l'œil. Selon Alhazen, l'œil est constitué de deux sphères. La plus grande est la sphère uvéale contenant le corps vitré, la plus petite est la sphère de la cornée. Les deux sphères s'intersectent selon une lentille bifocale qui donne le cristallin. Il place le nerf optique dans l'alignement des centres des deux sphères, au lieu de le déporter vers le nez. Tous ces éléments sont inclus dans des membranes (non représentées dans le schéma ci-contre) destinées à maintenir la cohésion de l'ensemble. On retrouve dans cette conception anatomique quelques éléments figurant déjà chez Galien. Quand il cherche à expliquer comment les rayons lumineux, en pénétrant dans l’œil, peuvent reconstituer l'image d'un objet, il se heurte à deux problèmes. Le premier est le diamètre de la pupille qui, trop important pour être considéré comme un trou d'aiguille, doit théoriquement reproduire une image floue. Ne voyant pas le cristallin comme une lentille capable d'effectuer une mise au point, il émet l'hypothèse que seuls les rayons traversant les surfaces de contact perpendiculairement sont conservés. Ce qui le conduit à utiliser une réfraction pour qu'un même rayon soit perpendiculaire à la cornée et au cristallin. Le second problème rencontré est que ce fonctionnement conduit à avoir une image inversée dans l’œil. Cette inversion parait inconcevable à Alhazen qui redresse l'image par une nouvelle réfraction (solution élégante mais fausse).

### Livre II
Le livre II décrit comment l’œil perçoit les différentes propriétés liées à la vision (lumière, couleur, distance, position, forme, taille, mouvement, transparence, beauté, laideur...).
Pour Alhazen, la vision se produit dans le cerveau, plutôt que dans les yeux. Il fait observer que l'expérience personnelle a un effet sur ce que les gens voient et comment ils le voient et que la vision et la perception sont subjectives. Il décrit, par exemple, comment un petit enfant avec moins d'expérience peut avoir davantage de difficultés à interpréter ce qu'il/elle voit, ou bien comment on est capable d'identifier un cercle même s'il est vu en perspective.

### Livre III
Le Livre III est consacré aux illusions d'optique dues à la psychologie de la perception visuelle. Il expose ainsi toutes les erreurs de vision directe dues à la sensation et à l'interprétation.
Il aborde aussi le problème de la vision  binoculaire,,, énonçant une première version de ce qui deviendra la loi d'Hering d'égale innervation (en). Il se penche sur l'illusion lunaire pour l'expliquer par de mauvaises appréciations des distances et des référentiels plutôt que par la réfraction.

### Livres IV–V
Ces livres traitent de la réflexion. Alhazen donne des preuves expérimentales de la réflexion  sur les surfaces lisses, et l'explique par le modèle mécanique d'une balle rebondissant sur un mur. Il présente une version aboutie de la loi de la réflexion et présente un instrument destiné à mesurer les réflexions sur des miroirs plans, cylindriques, sphériques, coniques, concaves ou convexes. Dans le livre V,  il s'attache à la résolution de problèmes géométriques liés à la réflexion, en particulier le problème d'Alhazen qui consiste à déterminer en quel point d'un miroir sphérique se réfléchit un rayon lumineux partant de l'objet pour atteindre l'œil.

### Livre VI
Le livre VI est consacré à l'analyse des erreurs de vision et d'interprétation concernant les images réfléchies.

### Livre VII
Le livre VII examine la réfraction. Avec un instrument de mesure inspiré de celui de Ptolémée et amélioré par lui, il effectue une série de mesures. Mais au lieu de les reporter dans des tables, comme l'avait fait Ptolémée, il établit des lois liant angle d'incidence et déviation quand le rayon passe d'un milieu moins réfringent à un milieu plus réfringent : l'angle d'incidence et la déviation varient dans le même sens, mais la vitesse de variation est plus faible pour la déviation que pour l'incidence. Il ne poursuit cependant pas dans la voie initiée par Ibn Sahl et ne fait pas mention de la loi découverte par celui-ci. Il explique cette déviation par la variation de la vitesse de la lumière passant d'un milieu à l'autre. Il décompose cette vitesse en une composante vt parallèle au plan tangent et un composante vn normale à celui-ci. Seule la vitesse vt serait ralentie en passant d'un milieu à l'autre. On retrouve une  décomposition analogue chez Witelo, Kepler puis dans La Dioptrique de Descartes.
Pour Alhazen, la réfraction est le principe fondamental du fonctionnement de l'œil, fonctionnement qu'il affine, remarquant qu'un objet, qui normalement, n'aurait pas du être perçu car situé en dehors du cône de vision, reste cependant visible. Cette observation le conduit à envisager une nouvelle réfraction dans le trajet de la lumière dans l'œil.
Puis le livre s'attache à l'image d'un objet par réfraction. Au cours de ces études, Alhazen met en évidence l'aberration sphérique. Son étude du dioptre sphérique, lui permet d'observer qu'il permet d'agrandir une image (effet de loupe) mais il ne fait pas mention d'un quelconque usage pour améliorer la vision. 
Dans le domaine de l'astronomie, il revient sur le rôle de la réfraction dans l'illusion lunaire et conclut sur le rôle prépondérant de la psychologie dans l'interprétation des tailles. Il énonce que les cieux sont moins denses que l'air.

## Expériences et instruments

### Règles et tubes
Les règles et tubes sont les instruments les plus simples utilisés par Alhazen pour ses expérimentations. Ainsi, pour prouver que les rayons se déplacent en ligne droite, il dispose sur une règle droite un cylindre long et étroit ouvert aux deux extrémités. Plaçant son œil à une des extrémités, il ne voit de l'objet que les parties situées directement en face de l'ouverture du tube. Et s'il obture une partie de l'orifice, disparaît la partie de l'objet qui se trouve alignée avec l'œil et le cache.
Pour démontrer que la lumière irradie de tous les points de l'objet, il place le tube à travers une plaque de cuivre percée d'un trou. Il obture l'autre extrémité du tube ne laissant passer la lumière que par un petit trou. Il place alors le tube devant une lampe à huile, la lumière traversant le tube et passant par le trou dessine un point lumineux sur un écran. Si on déplace la lampe à huile, le spot lumineux persiste prouvant que tous les points de la lampe produisent de la lumière dans toutes les directions.

### Chambre obscure

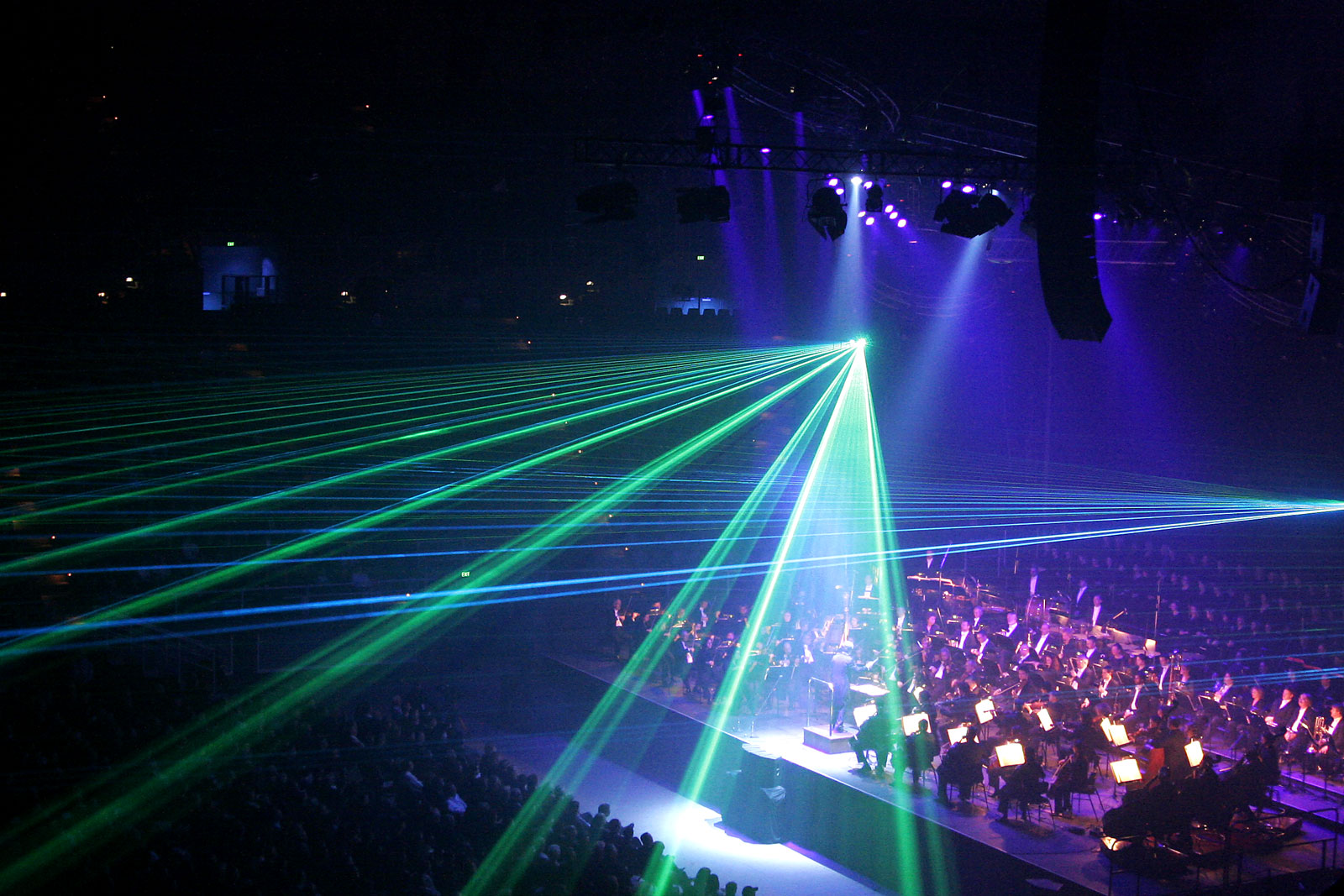
Ibn al-Haytham a prouvé que la lumière voyage en ligne droite à l'aide d'expériences.

Dans ses diverses expérimentations, Ibn al-Haytham a utilisé le terme al-Bayt al-Muthlim (en arabe: البيت المظلم) traduit par chambre noire, ou décrit comme chambre obscure. L'utilisation d'une chambre à rayons, c'est-à-dire d'une pièce ne laissant pénétrer la lumière que par un petit trou est attestée avant Ibn al-Haytham. Des philosophes tels qu’Aristote, Théon d'Alexandrie et Al-Kindi (Alkindus) ont décrit les effets d'une lumière ponctuelle passant par un trou. L'objectif de telles chambres est d'observer les rayons lumineux et non de reproduire une image à l'aide d'un sténopé. Il n'existe d'ailleurs aucune expérience utilisant un sténopé dans le Traité d'optique. Alhazen n'utilise sa chambre obscure que pour démontrer les propriétés des rayons lumineux.
Ainsi, pour démontrer que les rayons lumineux sont en ligne droite, il imagine une chambre obscure dont l'air est empli de fumée ou de poussière, la lumière passant par le trou dessine un rayon rectiligne. Si l'air de la chambre est  pur, le rayon va éclairer le mur opposé de telle sorte que la tache lumineuse, le trou et la source de lumière soient alignés,. Il l'utilise aussi pour montrer la différence entre les corps  réfléchissant et ceux irradiant la lumière dans toutes les directions.
Pour démontrer qu'un corps irradie sa couleur quand il est éclairé, il place un tissu coloré dans la chambre obscure dont les murs sont blancs. Lorsque ce tissu coloré est éclairé par la lumière passant par le trou, tous les murs prennent la couleur du tissu.

Expérience des lampes et de la chambre obscure dans le Traité d'optique.

L'expérience du Traité d'optique qui se rapproche le plus du sténopé est celle élaborée pour prouver que les rayons lumineux ne se mélangent pas. Alhazen dispose plusieurs lampes face au trou de la chambre obscure. Chaque lampe dessine un spot lumineux sur le mur d'en face. Si on obture une des lampes, le point lumineux correspondant disparait. Les rayons lumineux se croisent donc au point d'entrée de la chambre sans se mélanger. Pour beaucoup d'historiens, cette expérience est l'indice très fort qu'Alhazen avait compris le principe du sténopé car l'ordre des lampes est inversé à l'intérieur de la chambre. De plus, Alhazen insiste sur le fait qu'on peut utiliser un très petit trou,.
Dans l'Épître sur la forme de l'éclipse (en arabe : Maqalah-fi-Surat al-Kosuf, مقالة في صورة الكسوف), Alhazen développe une étude mathématique et expérimentale complète de la chambre obscure considérée comme un sténopé, en étudiant les conditions de formation de l'image du croissant de soleil à l'intérieur de la chambre, principalement la taille, la forme de l'ouverture, la distance focale de la chambre, la forme et l'intensité de la source ,.

## Postérité

### Dans le monde arabe
Les éléments manquent pour évaluer correctement l'influence de son traité dans le monde arabe. Les traités d'optique postérieurs à celui d'Ibn al-Haytham qui sont parvenus aux historiens sont davantage destinés à l'enseignement et reprennent plutôt les idées classiques grecques. La reprise la plus fondamentale est la «réforme» de son Traité d’optique par Kamāl al-Dīn al-Fārisī († ca. 1320) dans son Tanqih Kitab al-Manazir (La révision du Traité d’optique d’Ibn al-Haytham), entreprise sur les conseils d'al-Shirāzī qui aurait eu connaissance du traité sans avoir encore eu l'occasion de le lire.

### Traductions en latin
Le Traité d’Optique a été traduit en latin par un savant inconnu à la fin du XIIe siècle ou du début du XIIIe siècle. Il a été imprimé par Friedrich Risner en 1572, sous le titre d’Opticae thesaurus : Alhazeni Arabis libri septem, nuncprimum editi ; Eiusdem liber De Crepusculis et Nubium ascensionibus . Risner est également l'auteur de la variante de nom Alhazen qui était connu auparavant en Occident sous le nom d’Alhacen, qui est une transcription plus correcte du nom arabe.

### Réception en Europe
L'ouvrage latin arrive en Europe dans une période d'intenses traductions d'ouvrages concernant l'optique grecque ou arabe (XIIe et XIIIe siècles). Il est mentionné, dès 1220-1230,   dans une  encyclopédie De proprietatibus rerum. Dans son ouvrage de 1250-1260 De multiplicatione specierum, Roger Bacon fait de très larges emprunts à l'optique géométrique du traité d'Alhazen. Il en est de même, à la fin du XIIIe siècle, de Vitellion dans son De Perspectiva  et de John Peckham dans son manuel de vulgarisation  Perspectiva Communis.
Le nom d'Alhacen et ses contributions en optique deviennent rapidement populaires, bien au delà de la sphère scientifique. Il est fait allusion à lui et ses œuvres dans l'ouvrage poétique médiévale Le Roman de la Rose (XIIIe siècle) et dans Les Contes de Canterbury de Geoffrey Chaucer (XIVe siècle). Dans le domaine de la religion, John Wyclif, le théologien inspirateur de la Réforme protestante, se réfère à Alhazen dans une discussion sur les sept péchés capitaux en termes de déformation des sept types de miroirs décrits dans De aspectibus. Quant à son influence dans l'introduction de la perspective chez les peintres de la renaissance italienne, le sujet reste débattu.
Dans le domaine scientifique, l'œuvre d'Alhazen, par l'entremise de Roger Bacon, est le point de départ d'une révolution scientifique des connaissances en optique et  en perception visuelle et jette les bases de l'optique moderne et de la méthode scientifique. Il est à l'origine de nombreuses technologies optiques plus tardives concernant les lentilles. Et son traité sert encore de base de recherche au XVIIe siècle chez Kepler et Snell.

## Traités connexes
- Le Risala fi l-Daw d’Alhazen (Traité de la lumière) est un complément de son Kitab al-Manazir (Traité d'optique). Le texte étudie plus avant la nature et le comportement de la lumière, sa dispersion à travers divers supports transparents et translucides[71];
- Fī ṣūrat al-kusūf (Sur la forme de l'éclipse) où Alhazen expose pour la première fois, l'usage de la chambre obscure dans l'observation des éclipses[72]. Le traité a été édité avec un commentaire [52];
- Fī ḍawʾ al-qamar (La lumière de la Lune), un complément concernant la lumière, les couleurs et les mouvements célestes[71];
- Fī al-marāyā al-muḥriqa bi-al-da-waʾir (Les Miroirs ardents) où Alhazen se livre à une étude délibérée de la lentille sphérique et de son aberration[73].

En revanche, le traité Sur le Crépuscule et l'Aube dans lequel il est établi que l'aube et le crépuscule correspondent à un passage du soleil à 19° sous l'horizon et où est fixé l'épaisseur de l'atmosphère terrestre à 52 000 pas, attribué jusqu'en 1967 à Alhazen, est en réalité l'œuvre d'un mathématicien andalous du XIe siècle, Abū ʿAbd Allāh Muḥammad Ibn Muʿādh.

### Traductions
- Pietquin Paul, Le septième livre du traité "De aspectibus" d'Alhazen, traduction latine médiévale de l'"Optique" d'Ibn al-Haytham, Bruxelles: Académie Royale de Belgique, 2010
- (en) Sabra A. I., ed., The Optics of Ibn al-Haytham, Books I-II-III: On Direct Vision. The Arabic text, edited and with Introduction, Arabic-Latin Glossaries and Concordance Tables, Kuwait: National Council for Culture, Arts and Letters, 1983
- (en) Sabra A. I., ed., The Optics of Ibn al-Haytham. Edition of the Arabic Text of Books IV-V: On Reflection and Images Seen by Reflection. 2 vols., Kuwait: The National Council for Culture, Arts and Letters, 2002
- (en) Sabra A. I., trans. (trad. de l'arabe), The Optics of Ibn al-Haytham. Books I-II-III : On Direct Vision. English Translation and Commentary. 2 vols., Londres, Londres: The Warburg Institute, University of London, 1989, 246 p. (ISBN 0-85481-072-2)
- (en) Smith A. Mark, ed. and trans., « Alhacen's Theory of Visual Perception: A Critical Edition, with English Translation and Commentary, of the First Three Books of Alhacen's De aspectibus, the Medieval Latin Version of Ibn al-Haytham's Kitāb al-Manāzir, 2 vols. », Transactions of the American Philosophical Society, Philadelphie, vol. 91, nos 4–5,‎ 2001 (ISBN 0-87169-914-1)
- (en) Smith A. Mark, ed. and trans., « Alhacen on the Principles of Reflection: A Critical Edition, with English Translation and Commentary, of Books 4 and 5 of Alhacen's De Aspectibus, the Medieval Latin version of Ibn-al-Haytham's Kitāb al-Manāzir, 2 vols. », Transactions of the American Philosophical Society, Philadelphie, vol. 96, nos 2–3,‎ 2006 (ISBN 0-87169-962-1)
- (en) Raynaud Dominique (dir.), A Critical Edition of Ibn al-Haytham's "On the shape of the Eclipse". The First Experimental Study of the Camera Obscura., Cham, Springer International, 2016 (ISBN 978-3-319-47991-0)